# Fernando Fusco
Fernando Fusco (Ventimiglia, 1º agosto 1929 – Città di Castello, 10 agosto 2015) è stato un fumettista e pittore italiano.

## Carriera
Fin dalla prima infanzia accanito appassionato del fumetto, Fernando Fusco debutta nel settore nel 1948, a diciannove anni, con degli episodi di Jeff Cooper, nei quali il suo stile è fortemente influenzato dai grandi autori americani dell'epoca.
Dopo aver brevemente collaborato con la redazione del settimanale Il Vittorioso e come illustratore della rivista di francese La Petite Bibliothèque Française edita dalla libreria editrice Paci "La Tifernate" - G. Paci editore, vive e lavora per tredici anni in Francia a Versailles, (dal 1957 al 1970). Di questo periodo sono la collaborazione per gli editori Éditions Mondiales di Cino del Duca, Éditions Montsouris e per l'agenzia Mondial Press. Per il primo realizza l'eroica serie scientifica Scott Darnal, per il secondo Cendrine e Esperanza e per la terza una serie di strisce per alcuni quotidiani nazionali, come Paris Jour . Inoltre per Sagéditions disegna l'adattamento a fumetti di serie televisive come Bonanza e Tarzan.
Per la Intermonde Agency, con lo pseudonimo di Rifer, adatta il piccolo romanzo di Victor Hugo, L'homme qui rit. Sempre per la stessa agenzia realizza quindi Salambo, tratto dal romanzo di Gustave Flaubert. 
Dal 1960 Fusco appare su La Sage, edito dalle Sagéditions, disegnando serie western come ad esempio Aigle Noir, che è l'adattamento di una serie televisiva di grande successo della stagione 1955-1956 della CBS. La fruttuosa collaborazione con la casa editrice francese prosegue con Willie West, Plume de Falco o la riscrittura per il fumetto di altre serie televisive come Rin Tin Tin e Le cheval de Fer.
Il nome dell'artista ligure è presente anche su Lisette, rivista delle Éditions Montsouris, del 1965. Contemporaneamente collabora con la Temple Art Agency lavorando per il mercato inglese, illustrando storie quasi esclusivamente sentimentali.
Già prima del suo rientro in Italia, avvenuto nel 1970, collabora con Intrepido, edito dalla Casa Editrice Universo nel 1968. Su testi di Luigi Grecchi esegue i disegni per Lone Wolf e I due dell'Apocalisse.
Dal 1973 entra a far parte dello staff dei disegnatori di Tex, per il quale ha disegnato decine di storie. Il suo debutto è nell'albo L'idolo di smeraldo (n. 168) dell'ottobre 1974. Fusco si è dedicato esclusivamente a questo personaggio fino al 2010, quando decide di abbandonare la testata per dedicarsi alla pittura. La sua ultima storia di Tex è stata " La banda dei messicani", uscita in edicola nell'Almanacco del West nel febbraio 2010, su testi di Claudio Nizzi.
Fusco ha realizzato complessivamente per il personaggio di Tex ben 6.980 tavole, proponendosi come il quarto disegnatore più prolifico della testata, dopo Ticci, Letteri e Galleppini.

## Lo stile
La sua versione di Tex, una delle più popolari e apprezzate dai lettori e dai suoi colleghi, è caratterizzata da un tratto molto raffinato e semplice allo stesso tempo (talvolta con dei risvolti umoristici), da un'impronta stilistica estremamente personale e da un'espressività vigorosa e possente. 
Di Fusco sono caratteristiche le rappresentazioni dei cavalli, di cui è considerato uno specialista.